# چارلز دانیلز (شناگر)
چارلز دانیلز (به انگلیسی: Charles Daniels) (زادهٔ ۲۴ مارس ۱۸۸۵) شناگر اهل ایالات متحده آمریکا است.